# Matejev učinak
Matejev učinak akumulirane prednosti, Matejev princip ili samo Matejev učinak, pojava je stjecanja društvenog ili ekonomskog uspjeha pojedinaca u skladu s njihovom početnom popularnosti, prijateljima, bogatstvu itd. Ponekad se sažima izrekom »bogati postaju sve bogatiji, a siromašni sve siromašniji«. Izraz su izmislili sociolozi Robert K. Merton i Harriet Zuckerman 1968. godine, a nazvan je po Prispodobi o talentima iz Evanđelja po Mateju. 
Matejev učinak se u velikoj mjeri može objasniti povlaštenom povezanosti, gdje se bogatstvo ili krediti raspodjeljuju među pojedincima prema tome koliko već imaju. Ovo ima neto učinak otežavanja niskorangiranim pojedincima u povećanju svojih ukupnih prihoda zbog manjka resursa dostupnih za trošenje tijekom vremena, a olakšava visokorangiranim pojedincima sve lakše očuvanje velikih prihoda jer imaju mogućnost visokorizičnih ulaganja.
Proučavanje Matejevih učinaka u početku je bilo usmjereno prvenstveno na nejednakost u načinu na koji su znanstvenici dobivali priznanje za svoj rad. Međutim, Norman W. Storer sa Sveučilišta Columbia predvodio je novi val istraživanja. Vjerovao je da je otkrio kako nejednakost koja je postoji u društvenim znanostima također postoji i u drugim institucijama.

## Etimologija
Koncept je nazvan prema dvjema Isusovim prispodobama u sinoptičkim evanđeljima (Tablica 2 Euzebijevih kanona). 

Koncept uključuje obje sinoptičke verzije Prispodobe o talentima:
„Doista, onomu koji ima još će se dati, neka ima u izobilju, a od onoga koji nema oduzet će se i ono što ima.“ (Mt 25, 14-3) 

„Kažem vam: svakome, koji ima, dat će se; a tko nema, njemu će se oduzeti, i ono što ima.“  (Lk 19,26)

Koncept uključuje dvije od tri sinoptičke verzije prispodobe o svjetiljci ispod čahure (izostavljene u Matejevoj verziji):
„Doista, onomu tko ima dat će se, a onomu tko nema oduzet će se i ono što ima.“ (Marko 4,25)
„Gledajte dakle kako slušate; jer ko ima, daće mu se, a ko nema, uzeće se od njega i ono što misli da ima.“ (Lk 8, 18)

Koncept je ponovno predstavljen u Evanđelju po Mateju izvan prispodobe tijekom Kristovog objašnjenja svojim učenicima svrhe prispodoba:
„A on odgovarajući reče im: vama je dano da znate tajne carstva nebeskoga, a njima nije dano. Jer ko ima, daće mu se, i preteći će mu; a koji nema, uzeće mu se i ono što ima.“ (Mt 13, 11-12)

## Sociologija znanosti
U sociologiji znanosti izraz „Matejev efekt“ koristio je Robert K. Merton za opisivanje pojave da, između ostalog, ugledni znanstvenici često dobivaju više priznanja nego relativno nepoznat istraživač, čak i kada su im radovi slični; ovo također pokazuje kako najviše priznanja dobivaju već poznati znanstvenici. Primjerice, nagrada će se gotovo uvijek dodjeljivati najstarijem istraživaču koji je uključen u projekt, čak i ako je sav posao odradio student. To je kasnije formulirao Stephen Stigler kao Zakon o eponimiji – „Niti jedno znanstveno otkriće nije nazvano po izvornom otkriću". Stigler je izričito nazvao Mertona pravim izumiteljem, čineći njegov „zakon“ kao dokaz samome sebi. 
Merton je nadalje tvrdio kako se među znanstvenicima Matejev učinak osjeća dalje od samog ugleda te utječe širi sistem, igrajući ulogu u socijalnoj selekciji i dovodeći do koncentracije resursa i talenta. Kao primjer je pružio neproporcionalnu pažnju danu člancima već poznatih autora u kontrastu one dane jednako kvalitetnim ili boljim člancima nepoznatih autora. Također je istaknuo da koncentracija pažnje na istaknute pojedince može dovesti do povećanja njihove samouvjerenosti, potičući ih na provođenje istraživanja u važnim, ali problematičnim područjima.

#### Primjeri:
- Eksperimenti koji manipuliraju brojem preuzimanja ili bestselera za knjige i glazbu pokazali su da izbori potrošača slijede ono najpopularnije.[8][9][10]
- Model za napredak u karijeri kvantitativno uključuje Matejev učinak kako bi se predvidjela raspodjela duljine pojedinačnoj karijera u konkurentnim profesijama. Predviđanja modela potvrđena su analizom empirijskih raspodjela dužine karijere za karijere u znanosti i profesionalnom sportu (npr. Major League Baseball).[11] Kao rezultat toga, razlika između velikog broja kratkih karijera i relativno malog broja iznimno dugih karijera može biti objašnjena "bogatiji postaju sve bogatiji", koji u ovom pogledu pruža iskusnijim i uglednijim pojedincima sa većom kompetitivnom prednosti u dobivanju novih mogućnost.
- U svojoj knjizi The Better Angels of Our Nature: Why Violence Has Declined, kognitivni psiholog Steven Pinker spominje posljedice Matejevog efekta u društvima, pri čemu sve uspijeva ispravno u nekima, a krivo u drugim. U devetom poglavlju pretpostavlja kako bi ovo mogla biti posljedica pozitivne povratne sprege u kojoj neodgovorno ponašanje nekih pojedinaca stvara kaotično okruženje koje potiče neodgovorno ponašanje drugih. On navodi istraživanje Martina Dalya i Marga Wilsona pokazuje da je nestabilnije okruženje, što više ljudi ne uzimaju u obzir budućnost, i tako manje gledaju dugotrajne posljedice svog ponašanja.
- Veliki Matejev učinak bio je otkriven u studiju financiranju znanosti u Nizozemskoj, gdje je utvrđeno da su pobjednici neposredno iznad praga financiranja akumulirali više nego dvostruko više sredstava tijekom sljedećih osam godina kao nepobjednici s gotovo identičnim rezultatima revizije koji su bili neposredno ispod praga.[12]
- U znanosti, dramatične razlike u produktivnosti mogu se objasniti s tri fenomena: svetom iskrom, kumulativnom prednošću i troškovi potrage za minimizacijom izdavača. Sveta iskra upućuje na to da se znanstvenici razlikuju u svojim početnim sposobnostima, talentu, vještinama, postojanosti, radnim navikama itd. koji pojedincima pružaju ranu prednost. Ti čimbenici imaju multiplikativni efekt koji im pomaže u kasnijem uspjehu. Model kumulativne prednosti tvrdi da početni uspjeh pomaže istraživaču da dobije pristup resursima (npr. nastavno oslobađanje, najbolji diplomski studenti, financiranje, objekti itd.), što zauzvrat postiže daljnji uspjeh. Troškovi potrage svode se na pokušaj smanjenja vremena i truda, svjesno ili nesvjesno, od strane izdavača biranjem poznatih školaraca. Dok je točan mehanizam u podlozi ovih fenomena još uvijek nepoznat, dokumentirano je da manjina svih akademika proizvodi najviše rezultata istraživanja i privlači najviše citata.[13]

## Obrazovanje
U obrazovanju je izraz "Matejev efekt" usvojio psiholog Keith Stanovich, a popularizirao teoretičar obrazovanja Anthony Kelly kako bi opisao fenomen koji je uočen u istraživanju o tome kako novi čitatelji stječu vještine čitanja. Naime, rani uspjeh u stjecanju vještina čitanja najčešće dovodi do kasnijih uspjeha u čitanju kako učenik raste, dok neuspjeh u učenju čitanja prije treće ili četvrte godine školovanja može biti pokazatelj doživotnih problema u učenju novih vještina.
To je zato što djeca koja zaostaju u čitanju, kao posljedica manje čitaju, povećavajući jaz između njih i njihovih vršnjaka. Kasnije, kada je učenicima neophodno "čitanje za učenje" (gdje je prije bilo učenje čitanja), njihove poteškoće u čitanju stvaraju poteškoće u većini drugih predmeta. Na taj način sve više zaostaju u školi, te odustaju u puno većoj stopi nego njihovi vršnjaci. 

Stanovichevim riječima: 
„Sporo čitanje ima kognitivne, bihevioralne i motivacijske posljedice koje usporavaju razvoj drugih kognitivnih vještina i inhibiraju uspješnost mnogih akademskih zadataka. Ukratko, dok se čitanje razvija, drugi kognitivni procesi prate razinu vještina čitanja. Baze znanja koje su u uzajamnim odnosima s čitanjem također su inhibirane daljnjim razvojem. Što se više ovaj razvojni niz nastavi, to će se više generalizirati deficiti, uviđati sve više i više područja spoznaje i ponašanja. Ili da ga više jednostavno - i nažalost - u riječima jednog groznog devetogodišnjaka, već frustriran stoji iza svojih vršnjaka u čitanju napretka, "Čitanje utječe na sve što radiš".“
Ovaj učinak je uspješno korišten u pravnim slučajevima, kao što je Brody protiv Odbora za obrazovanje Dare okruga. Takvi slučajevi dokazuju da je rana obrazovna intervencija ključna za djecu s poteškoćama u razvoju, te da će izostanak toga negativno utjecati na njih.

## Znanost o mrežama
U znanosti o mrežama, Matejev učinak se koristi kako bi se opisala povlaštena povezanost ranijih čvorova u mreži, što objašnjava da ti čvorovi imaju tendenciju ranijeg privlačenja više veza. „Zbog povlaštenog pristupa čvorište koje stječe više veza od drugog povećat će svoju povezanost po višoj stopi i stoga će se početna razlika u povezivosti između dvaju čvorova dodatno povećati kako mreža raste, dok će stupanj pojedinačnih čvorova biti razmjeran kvadratnom korijenu vremena.“ [ 5] Matejev efekt stoga objašnjava rast nekih čvorova u ogromnim mrežama kao što je Internet.

## Tržišta s društvenim utjecajem
Društveni utjecaj često dovodi do „bogati postaju sve bogatiji“ fenomena u kojem popularni proizvodi postaju još popularniji. Primjer uloge Matejeva efekta na društvenom utjecaju jest eksperiment Salganika, Dodds i Wattsa u kojem su stvorili eksperimentalno virtualni tržište pod nazivom MUSICLAB. U MUSICLAB-u, ljudi su mogli slušati glazbu i preuzeti pjesme koje su najviše voljeli. Pjesme su bile nepoznate i izvedene od nepoznatih bendova. Bilo je dvije grupe testiranih; jedna grupa dobila je nula dodatnih informacija o pjesmama, a drugoj grupi je rečena popularnost svake pjesme i ukupan broj njenih preuzimanja.
Naime, grupa koja je imala znanje koje su pjesme najpopularnije i često preuzete je bila pristrana izboru tih pjesama. Pjesme koje su najpopularnije i najprodavanije su bile na vrhu liste i dosljedno su dobivale najviše vrtnje. Rezultati eksperimenta su pokazali da su najuspješnije pjesme bile one koje su već imale najviši broj preuzimanja. Preuzimanje rankinga imalo je pristojan efekt; međutim, ne toliko utjecajan kao rang ljestvice. Osim toga, Abeliuk et al. (2016.) dokazao je da će se prilikom korištenja "rankinga" stvoriti monopol za najpopularnije pjesme.